# Этценрихт
Этценрихт (нем. Etzenricht) — община в Германии, в земле Бавария. 
Подчиняется административному округу Верхний Пфальц. Входит в состав района Нойштадт-ан-дер-Вальднаб. Подчиняется административному сообществу Вайерхаммер. Население составляет 1613 человек (на 31 декабря 2010 года). Занимает площадь 13,60 км².
Община подразделяется на 6 сельских округов.

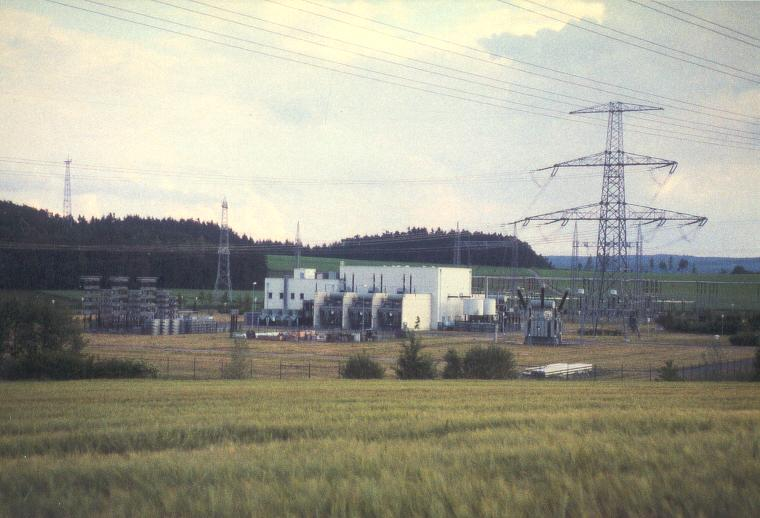
Местная электростанция

## Население
По оценке на 31 декабря 2015 года население общины Этценрихт составляет 1610 чел. 

| Дата      | 1840 | 1871 | 1900 | 1925 | 1939 | 1950 | 1961 | 1970 | 1987 | 2011 |
| --------- | ---- | ---- | ---- | ---- | ---- | ---- | ---- | ---- | ---- | ---- |
| Население | 527  | 509  | 601  | 654  | 853  | 1109 | 1029 | 1305 | 1512 | 1613 |

| Год       | 1960 | 1970 | 1980 | 1990 | 2000 | 2009 | 2010 | 2011 | 2012 | 2013 | 2014 | 2015 |
| --------- | ---- | ---- | ---- | ---- | ---- | ---- | ---- | ---- | ---- | ---- | ---- | ---- |
| Население | 1036 | 1345 | 1531 | 1618 | 1711 | 1635 | 1613 | 1590 | 1595 | 1600 | 1617 | 1610 |